# Нес, Арт Янссе ван
Арт Янссе ван Нес (нидерл. Aert Jansse van Nes; 1626 — 13 сентября 1693) — нидерландский адмирал XVII века, наиболее известный командованием второй эскадрой в рейде на Медуэй в 1667 году.
Он родился в Роттердаме. Три корабля XX века Королевских военно-морских сил Нидерландов были названы его именем.

## Происхождение
Арт родился в 1626 году в семье военного капитана Яна Якобса ван Неса-младшего (по прозвищу «молодой фермер Яап») и был крещён 13 апреля. Он был внуком военного капитана Якоба Янсена ван Неса, племянником Яна Якобса ван Неса-старшего («старый фермер Яап»), с которым его до сих пор иногда путают, и старшим братом вице-адмирала Яна Янссе ван Неса и лейтенанта Корнелиса Янссе ван Неса. Самого Арта, по-видимому, тоже называли «молодой фермер», но позже он был панегирически прозван «голландский Аякс».

## Карьера
Арт впервые вышел в море в одиннадцать лет. В начале Первой англо-голландской войны ван Нес дослужился до капитана (высшего офицерского чина) вооруженного торгового судна, которым командовал его отец. 23 августа 1652 ван Нес был назначен Штатами Голландии в качестве прямой замены для своего умершего отца, капитана Гельдерланда, когда это судно в течение некоторого времени был интернирован французами в порту Ла-Рошели. Он участвовал в Портлендском сражении, в сражении при Габбарде и в сражении при Схевенингене. Он также принимал участие в снятии осады Данцига в 1656 году и в экспедиции против Португалии в 1657 году. При этом он выиграл два "приза", то есть взял в плен два судна.

### Сотрудничество с де Рюйтером
Во время Северной войны он воевал в 1658 и 1659 годах в войсках Роттердама против Швеции, где он отличился в сражении в Эресунне. Весной 1661 года он поступил на Средиземноморский флот. 3 марта 1662 года он получил внеочередное повышение и был назначен контр-адмиралом Адмиралтейства Мааса в Роттердаме. В 1664 году, в преддверии Второй англо-голландской войны, он на Принцессе Луизе участвовал в известной карательной экспедиции де Рюйтера против англичан у побережья Западной Африки, а затем на восточном побережье Америки. Это привело к тому, что некоторые первоначальные стычки переросли в долгую тесную дружбу и сотрудничество между двумя мужчинами. Оба имели спокойный характер, но в то время как добросовестный де Рюйтер часто был подавлен тяжким бременем своей ответственности, рассудительный ван Нес всегда оставался оптимистом и всегда был готов остроумно и с шуткой показать своему меланхоличному командиру положительную сторону ситуации. Когда де Рюйтер в 1665 году был назначен командующего объединённым флотом, он выбрал ван Неса в качестве своего заместителя. Возможно, только поэтому 29 января 1665 года Ван Нес был назначен вице-адмиралом во время его отсутствия. Ему казалось, что при антипатии лейтенант-адмирал Корнелиса Тромпа, которую трудно выдержать, он не мог продолжать оставаться временно исполняющим обязанности капитана, и чувствовал себя еще более униженным, поскольку был передан ему в непосредственное подчинение. Ван Нес также был известен как первый командир (в чине вице-адмирала) тяжелого военного корабля Де Зевен Провинсен, который был построен в 1665 году, будущего флагмана командующего де Рюйтера. 24 февраля (6 марта) 1666 года (по юлианскому календарю) ван Нес получил очередное повышение до лейтенанта-адмирала Адмиралтейства Мааса, после того, как Тромп одобрил указ в январе в Адмиралтействе Амстердама.

### Четырёхдневное сражение
Во время Четырёхдневного сражения сразу стало видно, что ван Нес имеет все необходимые качества для лейтенант-адмирала: когда в середине второго дня де Рюйтер на Де Зевен Провинсен отступил от линии фронта на ремонт, ван Нес без проблем взял командование на себя и стал преследовать отступающих англичан; он оставался командовать погоней, пока де Рюйтер к концу третьего дня снова принял бразды правления на себя.

### Сражение в день Святого Иакова
В ходе сражения в день Святого Иакова утром второго дня ввиду безвыходной на первый взгляд ситуации у де Рюйтера был временный нервный срыв. Ван Нес оставался спокойным и принял на себя фактическое командование флотом, пока не прошло критическое состояние его начальника. Затем, когда де Рюйтер был серьёзно болен в течение более полугода, ван Нес был временно командующим флотом в рейде на Медуэй. Когда де Рюйтер снова вернулся к командованию, он всё равно дважды атаковал британский флот брандерами.

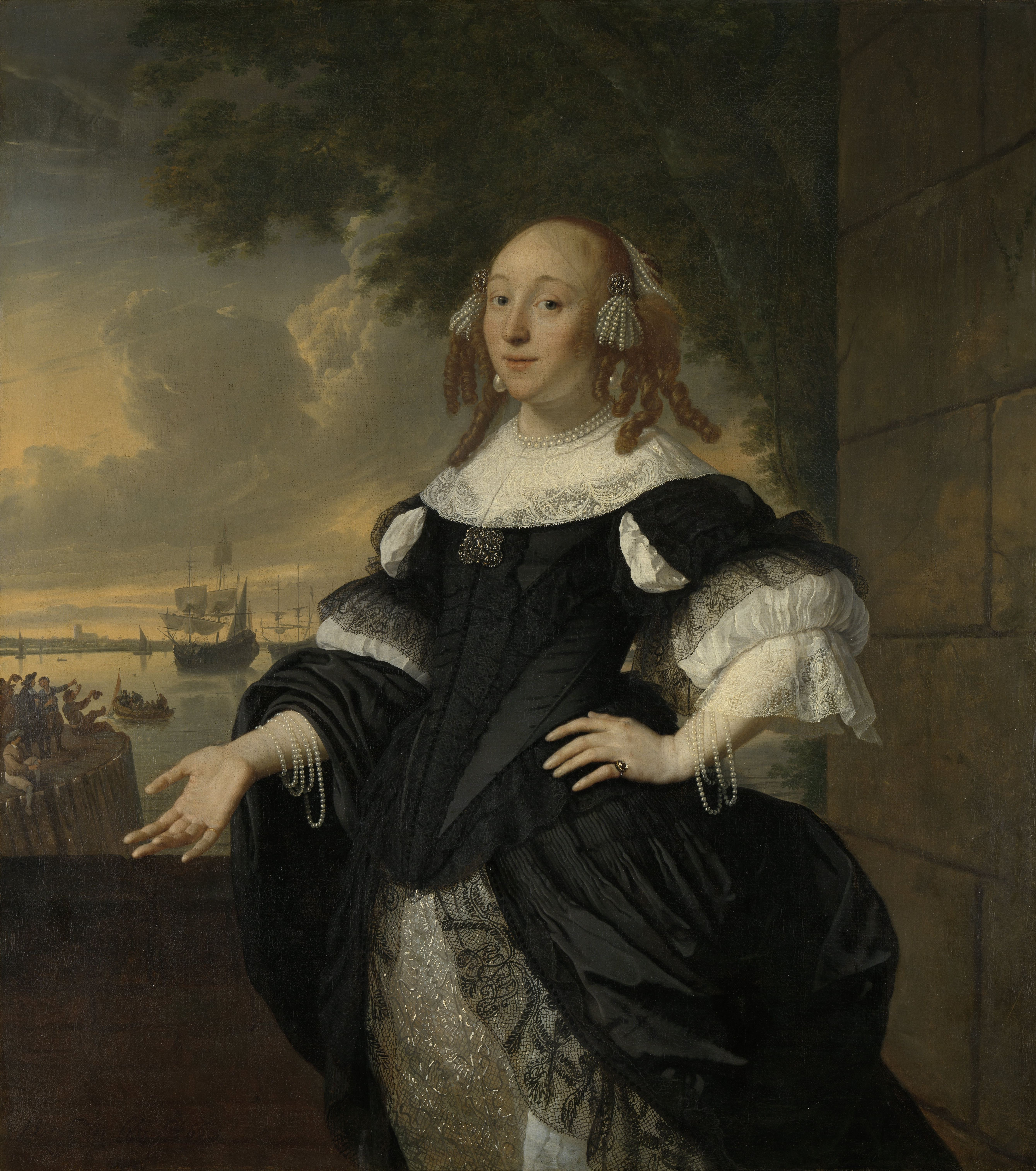
Гертрёйд ден Дуббельде (Бартоломеус ван дер Гельст, 1668 год)

В междувоенный мирный период ван Нес вступил во второй брак с более молодой Гертрёйд ден Дуббельде; сохранился известный пандан с портретами супругов на фоне морских видов, выполненный Бартоломеусом ван дер Гельстом в сотрудничестве с Людольфом Бакхёйзеном. В 1668 году он купил дом на Испанской пристани за 15,150 гульденов.

### Командующий эскадрой
В Третьей англо-голландской войне ван Нес занимал более высокий пост: де Рюйтер оставил командование эскадрой, флагманы которой теперь остались под командованием ван Неса, в том числе и новый Эендрагт. Учитывая этот факт, становится довольно трудно определить, кому должны быть приписаны блестящие манёвры во время Первого сражения при Схооневелте или в сражении при Текселе. Зимой 1673 года он командовал обороной Роттердама против французов.

## На пенсии
После 1674 года, когда во время нападения Франции он был в конфликте с лейтенант-адмиралом Зеландии Адрианом Банкертом, ван Нес остался на берегу; флотом пренебрегали и новый режим Вильгельма III Оранского-Нассау хотел свести к минимуму роль героев и политиков, которые считались ненадёжными, в частности ван Неса, который был живой легендой. Он был отправлен в отставку в апреле 1693 года при сохранении жалования. Ван Неса в первую очередь помнят, как одного из немногих голландских морских героев, участвовавших в многочисленных боях против англичан в Первой, Второй и Третьей англо-голландских войнах, переживших Голландскую войну против французов и умерших у себя дома в постели. Он умер на 13 или 14 сентября 1693 года и был похоронен в Синт-Лауренскерк в Роттердаме. Его простая могила, одна из зарезервированных для тех, кто пал в бою, была разрушена немецкой бомбардировкой в 1940 году.